# روابط خارجی ایالات فدرال میکرونزی

کشورهایی که با ایالات فدرال میکرونزی روابط دیپلماتیک دارند.

دولت فدرال ایالات فدرال میکرونزی، مسئول برقراری روابط دیپلماتیک با کشورهای دیگر است. از هنگام استقلال در ۱۹۸۶ ایالات فدرال میکرونزی با بسیاری از کشورها رابطه دیپلماتیک پیدا کرده که بیشتر آن‌ها همسایه‌های آن کشور در اقیانوس آرام هستند.

## روابط منطقه‌ای
همکاری منطقه‌ای از طریق چندین سازمان چندجانبه، یک عنصر کلیدی در سیاست خارجی ایالات فدرال میکرونزی است. ایالات فدرال میکرونزی عضو کامل انجمن جزایر اقیانوس آرام، کمیسیون علوم زمین کاربردی اقیانوس آرام جنوبی، برنامه محیط زیست ناحیه‌ای اقیانوس آرام، و دبیرخانه انجمن اقیانوس آرام است. همچنین این کشور یکی از هشت امضا کننده پیمان نائورو برای همکاری و مدیریت منافع مشترک ماهی‌گیری است که مجموعاً بین ۲۵ تا ۳۰ درصد تولید ماهی تن در جهان و نزدیک به ٪۶۰ تولید ماهی تن در باختر و مرکز اقیانوس آرام را تأمین می‌کند.

## روابط دیپلماتیک
ایالات فدرال میکرونزی در چهار کشور چین، فیجی، ژاپن، و ایالات متحده آمریکا سفارت دائمی دارد. همچنین در گوآم و هاوایی کنسولگری دائمی دارد. برای چهار کشور اندونزی، مالزی، و سنگاپور (همگی در ژاپن) و اسرائیل در فیجی، سفارت بدون کارمند دارد. چهار کشور استرالیا، چین، ژاپن، و آمریکا در ایالات فدرال میکرونزی سفارت دائمی و ۱۵ کشور نیز در ایالات فدرال میکرونزی، سفارت بدون کارمند دارند. کانادا، ایتالیا، و آفریقای جنوبی برای ایالات فدرال میکرونزی سفارت بدون کارمند در استرالیا دارند. فرانسه و بریتانیا در فیجی، سفارت بدون کارمند برای ایالات فدرال میکرونزی دارند. اندونزی در ژاپن، سفارت بدون کارمند برای ایالات فدرال میکرونزی دارد. شیلی در آمریکا، سفارت بدون کارمند برای ایالات فدرال میکرونزی دارد. کرواسی در اندونزی، سفارت بدون کارمند برای ایالات فدرال میکرونزی دارد. جمهوری چک، فنلاند، هلند، پرتغال، اسپانیا، و سوئیس در فیلیپین، سفارت بدون کارمند برای ایالات فدرال میکرونزی دارند. نیوزیلند در کیریباتی، سفارت بدون کارمند برای ایالات فدرال میکرونزی دارد.

## تاریخ آغاز روابط با کشورها
ایالات فدرال میکرونزی با ۸۳ عضو سازمان ملل متحد روابط دیپلماتیک دارد که فهرست آن‌ها در زیر است:
1. ایالات متحده آمریکا - ۳ نوامبر ۱۹۸۶
2. جزایر مارشال - ۲۶ فوریه ۱۹۸۷
3. نائورو - ۱۰ آوریل ۱۹۸۷
4. تووالو - ۳ مارس ۱۹۸۸
5. نیوزیلند - ۳۰ ژوئن ۱۹۸۸
6. استرالیا - ۶ ژوئیه ۱۹۸۸
7. فیجی - ۵ اوت ۱۹۸۸
8. ژاپن - ۵ اوت ۱۹۸۸
9. پاپوآ گینه نو - ۲۱ سپتامبر ۱۹۸۸
10. اسرائیل - ۲۳ نوامبر ۱۹۸۸
11. کیریباتی - ۹ دسامبر ۱۹۸۸
12. فیلیپین - ۱۰ ژانویه ۱۹۸۹
13. تونگا - ۱ اوت ۱۹۸۹
14. چین - ۱۱ سپتامبر ۱۹۸۹
15. ساموآ - ۱۳ مارس ۱۹۹۰
16. شیلی - ۳۱ مارس ۱۹۹۰
17. جزایر سلیمان - ۵ آوریل ۱۹۹۰
18. وانواتو - ۱۹ آوریل ۱۹۹۰
19. کره جنوبی - ۵ آوریل ۱۹۹۰
20. اندونزی - ۱۶ ژوئیه ۱۹۹۱
21. سنگاپور - ۲۶ اوت ۱۹۹۱
22. مالدیو - ۲۴ اکتبر ۱۹۹۱
23. برونئی - ۲۳ فوریه ۱۹۹۲
24. تایلند - ۲۰ مارس ۱۹۹۲
25. آلمان - ۲۱ آوریل ۱۹۹۲
26. قبرس - ۵ مه ۱۹۹۲
27. پرو - ۷ مه ۱۹۹۲
28. اسپانیا - ۱۱ مه ۱۹۹۲
29. اتریش - ۱ ژوئیه ۱۹۹۲
30. مالزی - ۶ ژوئیه ۱۹۹۲
31. سوئد - ۱۷ اوت ۱۹۹۲
32. بریتانیا - ۳۱ اوت ۱۹۹۲
33. کلمبیا - ۸ سپتامبر ۱۹۹۲
34. ایتالیا - ۲۷ نوامبر ۱۹۹۲
35. فرانسه - ۵ فوریه ۱۹۹۳
36. گواتمالا - ۱۳ مارس ۱۹۹۳
37. آرژانتین - ۲۷ ژوئیه ۱۹۹۳
38. سریر مقدس - ۲۷ ژانویه ۱۹۹۴
39. پالائو - ۱ اکتبر ۱۹۹۴
40. پرتغال - ۲۴ مارس ۱۹۹۵
41. کامبوج - ۲ مه ۱۹۹۵
42. ویتنام - ۲۲ سپتامبر ۱۹۹۵
43. هلند - ۱۵ آوریل ۱۹۹۶
44. یونان - ۳۰ آوریل ۱۹۹۶
45. بلژیک - ۲۸ اکتبر ۱۹۹۶
46. هند - ۲۹ نوامبر ۱۹۹۶
47. آفریقای جنوبی - ۱۲ دسامبر ۱۹۹۶
48. مالت - ۱۲ نوامبر ۱۹۹۷
49. کانادا - ۳ مارس ۱۹۹۸
50. روسیه - ۹ مارس ۱۹۹۹
51. اوکراین - ۱۷ سپتامبر ۱۹۹۹
52. کرواسی - ۳۰ سپتامبر ۱۹۹۹
53. مکزیک - ۲۷ سپتامبر ۲۰۰۱
54. سوئیس - ۲۲ آوریل ۲۰۰۳
55. ایسلند - ۲۷ سپتامبر ۲۰۰۴
56. جمهوری چک - ۶ اکتبر ۲۰۰۴
57. جمهوری ایرلند - ۲۷ اکتبر ۲۰۰۴
58. مقدونیه شمالی - ۳۰ نوامبر ۲۰۰۴
59. اسلواکی - ۱۳ سپتامبر ۲۰۰۶
60. استونی - ۲۲ سپتامبر ۲۰۰۶[۵]
61. ترکیه - ۶ دسامبر ۲۰۰۶
62. جمهوری دومینیکن - ۵ اکتبر ۲۰۰۷
63. لوکزامبورگ - ۲۴ آوریل ۲۰۰۸
64. فنلاند - ۳ مه ۲۰۱۰
65. مصر - ۲۵ سپتامبر ۲۰۱۰
66. مراکش - ۱۳ اکتبر ۲۰۱۰
67. برزیل - ۲۵ اکتبر ۲۰۱۰
68. اسلوونی - ۲۹ مارس ۲۰۱۱
69. گرجستان - ۱۲ اوت ۲۰۱۱
70. مجارستان - ۷ سپتامبر ۲۰۱۱
71. اروگوئه - ۵ سپتامبر ۲۰۱۳
72. مونته‌نگرو - ۱۰ سپتامبر ۲۰۱۳
73. کوزوو - ۱۷ سپتامبر ۲۰۱۳
74. لیتوانی - ۴ نوامبر ۲۰۱۳
75. مغولستان - ۶ دسامبر ۲۰۱۳
76. جزایر کوک - ۲۴ سپتامبر ۲۰۱۴
77. لتونی - ۲۵ فوریه ۲۰۱۵
78. لهستان - ۶ مارس ۲۰۱۵
79. کوبا - ۹ سپتامبر ۲۰۱۵
80. قزاقستان - ۲۷ اکتبر ۲۰۱۵
81. کویت - ۲ سپتامبر ۲۰۱۶
82. امارات متحده عربی - ۱۴ سپتامبر ۲۰۱۶
83. ارمنستان - ۲۱ سپتامبر ۲۰۱۷
84. موریس - ۱۰ اکتبر ۲۰۱۷
85. پاراگوئه - ۱۱ اکتبر ۲۰۱۷
86. تاجیکستان - فوریه ۲۰۱۸
87. نروژ - ۱۲ آوریل ۲۰۱۸

## روابط دو جانبه
| کشور                | تاریخ آغاز روابط | یادداشت |
| ------------------- | ---------------- | --- |
| استرالیا            |                  | مقالهٔ اصلی: روابط استرالیا و ایالات فدرال میکرونزی |
| چین                 |                  | چین روابط نزدیک تجاری و کمک خارجی با ایالات فدرال میکرونزی دارد. چین به ایالات فدرال میکرونزی برای توسعه مزرعه صدف دوکفه‌ای غول‌پیکر در کُسرائه، مزراع آزمایشی در مادولینیم، ساخت ورزشگاه در پُناپه (با نام رسمی "مرکز ورزشی دوستی چین و ایالات فدرال میکرونزی")، تأمین خودروهای پلیس ایالت یَپ، مجموعه‌ای برای کمیسیون ماهی تن ایالات فدرال میکرونزی، توسعه ترمینال فرودگاه ایالت چوئوک، پروژه زیست‌گاز در تالاب چوئوک، ساخت ساختمان مدیریت پُناپه، و ساخت دبیرستان کُسرائه کمک می‌کند.پس از آمریکا و ژاپن، چین سومین شریک تجاری ایالات فدرال میکرونزی است. این رشد مبادلات تجاری در مدت کوتاهی به اینجا رسیده است. در سال ۲۰۰۷ ارزش روابط تجاری بین دو کشور ۹/۵ میلیون دلار آمریکا بود. |
| کوبا                |                  | ایالات فدرال میکرونزی یکی از ده کشور اقیانوس آرام است که در سپتامبر ۲۰۰۸ نماینده‌ای را به نشست وزرای کوبا و جزایر اقیانوس آرام در هاوانا فرستاد. هدف این نشست، همکاری نزدیک بین کشورهای اقیانوس آرام و کوبا به ویژه دربارهٔ تغییرات آب و هوایی بود. |
| هند                 | ۱۹۹۶             | در سال ۲۰۰۹ برای کمک به توسعه ایالات فدرال میکرونزی، هند هزینه ۷۳،۱۴۵ دلار آمریکا را برای خرید یک دستگاه نارگیل صنعتی پرداخت. همچنین سه بورس تحصیلی برای تحصیل در برنامه همکاری اقتصادی و فنی هند در سال ۱۱-۲۰۱۰ را پرداخت. یک خانواده هندی در میکرونزی زندگی می‌کنند. |
| اسرائیل             |                  | پیرو روابط نزدیک آمریکا و اسرائیل، ایالات فدرال میکرونزی از اسرائیل پشتیبانی همه جانبه‌ای می‌کند.در سال‌های اخیر، ایالات فدرال میکرونزی از سیاست دفاع آمریکا از اسرائیل پیروی کرده‌است. اسرائیل یکی از نخستین کشورهایی بود که استقلال ایالات فدرال میکرونزی را به رسمیت شناخت. حتی پیش از آنکه ایالات فدرال میکرونزی عضو سازمان ملل متحد شود. بر پایه گفته‌های معاون نماینده میکرونزی در سازمان ملل، از آن هنگام، میکرونزی رابطه نزدیک دوطرفه‌ای را در زمینه‌های کشاورزی، آموزش فنی،و آموزش بهداشت آغاز کرده‌است. اسرائیل به توسعه ایالات فدرال میکرونزی در هنگام پیدایش آن کمک کرده‌است. بر پایه گفته‌های یکی از دیپلمات‌های میکرونزی: "ما به متخصصان اسرائیلی نیاز داریم. بنابراین در سال‌های نزدیک، تغییری در سیاست‌های خود در قبال اسرائیل نخواهیم داد." |
| کوزوو               | ۵ دسامبر ۲۰۰۸    | در ۵ دسامبر ۲۰۰۸ ایالات فدرال میکرونزی، کوزوو را به رسمیت شناخت. دو کشور روابط دیپلماتیک خود را در ۱۹ سپتامبر ۲۰۱۳ آغاز کردند. |
| جزایر مارشال        |                  | ایالات فدرال میکرونزی و جزایر مارشال، روابط بسیار خوبی با یکدیگر دارند و بر پایه پیمان اتحادیه آزاد با آمریکا دارند. |
| مکزیک               | ۲۷ سپتامبر ۲۰۰۱  | - استوارنامه مکزیک برای میکرونزی در سفارت مکزیک در مانیل پایتخت فیلیپین است. - میکرونزی استوارنامه‌ای در مکزیک ندارد. |
| پالائو              |                  | ایالات فدرال میکرونزی و پالائو، روابط بسیار خوبی با یکدیگر دارند و بر پایه پیمان اتحادیه آزاد با آمریکا دارند. |
| ایالات متحده آمریکا |                  | در ۱ اکتبر ۱۹۸۱ آمریکا و ایالات فدرال میکرونزی آخرین ویرایش پیمان اتحادیه آزاد را امضا کردند و ایالات فدرال میکرونزی به صورت یک وابسته" آزاد با آمریکا در آمد. در ۳ نوامبر ۱۹۸۶ این پیمان اجرایی شد. بر پایه این پیمان، آمریکا حق و مسئولیت کامل دفاع از ایالات فدرال میکرونزی را دارد. این رابطه امنیتی با توافق دوطرفه قابل لغو است. این پیمان به آمریکا امکان تأمین مالی و اجرای برنامه‌های فدرال در ایالات فدرال میکرونزی را می‌دهد. این پیمان تاریخ پایان ندارد. پس از گفتگوی دوطرفه که در نوامبر ۱۹۹۱ آغاز شد، برخی مقررات دفاعی و اقتصادی آن در سال ۲۰۰۱ لغو شدند. آمریکا بزرگ‌ترین شریک تجاری ایالات فدرال میکرونزی است. تراز تجاری دو کشور به شدت نابرابر است. تراز تجاری دو کشور در سال ۲۰۱۰ برابر ۳۸/۳ میلیون دلار بود که ۴۲/۵ میلیون دلار واردات از آمریکا و ۴/۲ میلیون دلار صادرات به آمریکا بود. - میکرونزی در واشینگتن دی.سی. سفارت و در هونولولو کنسولگری دارد. - سفارت آمریکا در کولونیا است. |

## عضویت در سازمان‌های بین‌المللی
ایالات فدرال میکرونزی در ۱۷ سپتامبر ۱۹۹۱ به عضویت سازمان ملل متحد در آمد. همچنین در خارج از منطقه اقیانوس آرام عضو گروه کشورهای آفریقایی، کارئیب و اقیانوس آرام، اتحادیه کشورهای جزیره‌ای کوچک، بانک توسعه آسیایی، کمیسیون اقتصادی و اجتماعی سازمان ملل متحد در امور آسیا و اقیانوسیه، سازمان خواربار و کشاورزی ملل متحد (فائو)، گروه ۷۷، بانک بین‌المللی بازسازی و توسعه، سازمان بین‌المللی هوانوردی غیرنظامی، نهضت بین‌المللی صلیب سرخ و هلال احمر، انجمن توسعه بین‌الملل، مؤسسه مالی بین‌المللی، صندوق بین‌المللی پول، کمیته بین‌المللی المپیک، اتحادیه بین‌المللی مخابرات، جنبش عدم تعهد، و سازمان جهانی هواشناسی است.
ایالات فدرال میکرونزی به همراه نائورو، نیووی، و پالائو اعضای سازمان ملل هستند که با وجود داشتن مرز آبی عضو سازمان بین‌المللی دریانوردی نیستند. همچنین ایالات فدرال میکرونزی یکی از تنها شش عضو سازمان ملل است که عضو اتحادیه جهانی پست نیست. سرآخر اینکه مانند بسیاری دیگر کشورهای اقیانوسیه، ایالات فدرال میکرونزی عضو پلیس بین‌الملل (اینترپل) یا سازمان آب‌نگاری بین‌المللی نیست.